# Clinton (Montana)
Clinton es un lugar designado por el censo (en inglés, census-designated place, CDP) ubicado en el condado de Missoula, Montana, Estados Unidos. Según el censo de 2020, tiene una población de 1018 habitantes.

## Geografía
La localidad está ubicada en las coordenadas 46°46′18″N 113°43′14″O / 46.77167, -113.72056 (46.771774, -113.720457). Según la Oficina del Censo de los Estados Unidos, Clinton tiene una superficie total de 8.71 km², de la cual 8.47 km² corresponden a tierra firme y 0.24 km² es agua.

## Demografía
Según el censo de 2020, hay 1018 personas residiendo en Clinton. La densidad de población es de 120,2 hab./km². El 90.18% de los habitantes son blancos, el 0.20% son afroamericanos, el 1.77% son amerindios, el 1.08% son asiáticos, el 0.29% son de otras razas y el 6.48% son de una mezcla de razas. Del total de la población, el 2.95% son hispanos o latinos de cualquier raza.